# Il diluvio universale
Il diluvio universale (título original en italiano; en Idioma español, El diluvio universal) es una ópera en tres actos con música de Gaetano Donizetti y libreto en italiano de Domenico Gilardoni, basado en Heaven and Earth de Lord Byron. Se estrenó en el Teatro San Carlos de Nápoles el 28 de febrero de 1830. 

## Historia
A pesar de una participación decidida del músico en la redacción del libreto -inspirado, entre otros textos, en el drama de Byron Heaven and Earth, y a causa de la pluma de Gilardoni, su colaborador literario habitual en aquellos años-, y a pesar del cuidado puesto en la composición de la partitura y de contar con un protagonista como el bajo Luigi Lablache en el papel del patriarca, determinados errores de otros intérpretes y la risible realización escénica del diluvio que cierra la ópera impidieron que esta ópera consiguiese las expectativas puestas en su preparación. Después de las primeras representaciones napolitanas, sólo se repuso en una nueva versión, más teatral, en el Teatro Carlo Felice genovés el 25 de enero de 1834.	
Actualmente, es una ópera poco representada. En las estadísticas de Operabase aparece con sólo 1 representación en el período 2005-2010.

## Análisis musical
Donizetti muestra en esta ópera su versatilidad, su deseo de cultivar los géneros más variados. Il diluvio universale pertenece al modelo de la "acción trágico-sacra" habitual en los teatros italianos de la época durante las semanas de Cuaresma -un intento de combinar la actividad teatral normal con temáticas de carácter sagrado adaptadas a la solemnidad del tiempo litúrgico-, la más famosa de las cuales había sido el Mosè in Egitto de Rossini, estrenada en el mismo teatro doce años antes (1818), y que, después de su conversión en Moïse et Pharaon para la Ópera de París en el año 1827, estaba teniendo una segunda y triunfal carrera en Italia traducida de nuevo como Mosè. También en este Diluvio, como en su antecedente rossiniano, una imponente figura bíblica, en este caso Noé, muestra en sus solemnes rezos y apocalípticas advertencias una fe obstinada y monolítica enfrente de las amenazas del paganismo circundante, y una leve intriga amorosa (la rivalidad entre Sela y Ada por el amor del sátrapa Cadmo) sirve de contrapunto profano al conflicto entre creencias. 

## Personajes
| Personaje | Tesitura     | Elenco del estreno |
| --- | ------------ | ------------------ |
| Noè | bajo         | Luigi Lablache     |
| Jafet, su hijo | barítono     | Gennaro Ambrosini  |
| Sem, su hermano | tenor        | Giovanni Arrigotti |
| Cam, su hermano | bajo         | Lorenzo Salvi      |
| Tesbite, mujer de Jafet | soprano      | Fabiani            |
| Asfene, mujer de Sem | soprano      | Cecilia Grassi     |
| Abra, mujer de Cam | mezzosoprano | Edvige Ricci       |
| Cadmo, jefe de los sátrapas de Sennaar | tenor        | Berardo Winter     |
| Sela, su mujer | soprano      | Luigia Boccabadati |
| Ada, su confidente | mezzosoprano | Maria Carraro      |
| Artoo, jefe de los brahmanes de la Atlántida                                                                                              | tenor        | Gaetano Chizzola   |
| Azael, hijo de Cadmo y Sela | mimo         |                    |
| Sátrapas de Sennaar, sus mujeres, sacerdotes de Europa, coptos de África, brahmanes de la Atlántida, secuaces de Cadmo, pueblo de Sennaar | coros        |                    |

## Argumento
- Acto I

En una vasta llanura se perfila en la distancia la ciudad de Sennaar, se vislumbra también una parte del arca. Noé, postrado, entona junto a sus hijos y sus nueras una plegaria a Dios para que no envíe el diluvio y pidiendo piedad para los hombres.
Llega Sela, que revela a Noé que su esposo Cadmo la ha sometido a escarnio público por creer en Dios, a quien además ha desafiado delante de los suyos.
Tras un tumulto aparece Artoo, jefe de los brahmanes de la Atlántida, a la cabeza de los sátrapas de Sennaar. Como quieran quemar el arca, Noé intenta pararlos. Entonces descubren a Sela y la informan de que su marido ha ordenado la destrucción del arca y de la estirpe de Noé.
Sela intenta hacerlos desistir y decide retornar con ellos ante Cadmo, para que revoque estas órdenes. Aunque Noé intenta evitarlo, ella parte con los sátrapas.
Ada, confidente de Sela, está secretamente enamorada de Cadmo. Llega Artoo, que pregunta a Ada dónde está el jefe de los sátrapas, y explica que Sela le ha impedido a él y a sus tropas cumplir las órdenes de Cadmo. Ada se alegra e invita a Artoo a volver junto al arca; su intención es contar a Cadmo lo ocurrido.
Llega Cadmo y Ada le refiere que Sela está junto Noé no por su Dios, sino porque ama a Jafet, su hijo mayor. Cadmo jura venganza.
Sela cuenta a Noé las intenciones de Cadmo y de Ada. Noé anuncia que aquel día será el primero antes del diluvio: rogará a Dios para que por lo menos Sela se salve. Ella no obstante, ama a su marido Cadmo y se preocupa por su destino. 
Jafet anuncia que los sátrapas de Cadmo están intentando incendiar el arca. Aparecen Cadmo y Artoo, que prenden a Noé, Jafet y Sela.
- Acto II

Ada, en el palacio de Cadmo, desea la muerte de su rival Sela. Cadmo le agradece el haberle revelado la infidelidad de la mujer, y le promete su amor una vez ésta haya muerto.
Se encuentran Sela y Cadmo. Ella no pide perdón porque se considera pura; pide solamente poder abrazar a su hijo. Cadmo se lo niega y le dice que le revelará al niño las supuestas infidelidades de la madre; además le dice que después de matarla se casará con Ada. Sela, traicionada por la amiga y por el marido, y maldecida por su propio hijo, no puede más que implorar la justicia divina.
Noé y su familia están junto al arca, vigilados por los secuaces de Cadmo. Llega Sela y les anuncia que, a causa de las maquinaciones de Ada, todos van a ser asesinados. Aparece entonces Cadmo con su séquito y confirma el anuncio de Ada. Pero Noé anuncia el diluvio, tras el cual sólo vivirá él con los suyos.
Cadmo festeja, en su corte, la próxima ejecución. Llega Sela pidiendo piedad, y ofreciendo incluso renegar de Dios para volver con su marido y su hijo. En el momento de la apostasía, se desencadena el diluvio.